# Fredede fortidsminder i Rebild Kommune
Denne liste over fredede fortidsminder i Rebild Kommune viser alle fredede fortidsminder i Rebild Kommune. Listen bygger på data fra Kulturarvsstyrelsen.